# Безсмертна моя Україно (серія монет)
Безсмертна моя Україно — серія ювілейних та пам'ятних монет, започаткована Національним банком України в 2022 році монетами «В єдності — сила», випущеними під час повномасштабного російського вторгнення в Україну.
|                                                     |  |  |
| Перша монета серії - срібна монета В єдності – сила |  |  |

## Монети в серії
Станом на 15.10.2023 випущено 10 монет цієї серії: 5 з недорогоцінних металів і 5 — зі срібла.

### монети із недорогоцінних металів
- В єдності — сила (11.07.2022);
- Ой у лузі червона калина (18.07.2022);
- Сміливість бути. UA (23.08.2023);
- Країна супергероїв. Дякуємо енергетикам (26.09.2023);

### срібні монети
- В єдності — сила (2022 рік);
- Ой у лузі червона калина (18.07.2022);
- Сміливість бути. UA (23.08.2023);
- Дружба та братство — найбільше багатство (24.08.2023);
- Захисниці (02.10.2023).